# Adâncata, Suceava
Adâncata là một xã thuộc hạt Suceava, România. Dân số thời điểm năm 2002 là 7825 người.